# Andropogon thorelii
Andropogon thorelii är en gräsart som beskrevs av Aimée Antoinette Camus. Andropogon thorelii ingår i släktet Andropogon och familjen gräs.
Artens utbredningsområde är Laos. Inga underarter finns listade i Catalogue of Life.